# Drymeia groenlandica
Drymeia groenlandica är en tvåvingeart som först beskrevs av William Lundbeck 1901.  Drymeia groenlandica ingår i släktet Drymeia och familjen husflugor. Inga underarter finns listade i Catalogue of Life.